# Amtsgericht Wollstein
Das Amtsgericht Wollstein war ein preußisches Amtsgericht mit Sitz in Wollstein (Provinz Posen).

## Geschichte
Das königlich preußische Amtsgericht Wollstein wurde mit Wirkung zum 1. Oktober 1879 als eines von acht Amtsgerichten im Bezirk des Landgerichtes Meseritz im Bezirk des Oberlandesgerichtes Posen gebildet. Der Sitz des Gerichtes war Wollstein. Sein Gerichtsbezirk umfasste den Kreis Bomst ohne die Teile, die den Amtsgerichten Bentschen und Unruhstadt zugeordnet waren. Am Gericht bestanden 1880 fünf Richterstellen. Das Amtsgericht war damit das größte Amtsgericht im Landgerichtsbezirk. Am Amtsgericht wurde eine Strafkammer gebildet. Der Amtsgerichtsbezirk kam aufgrund des Versailler Vertrages 1919 überwiegend zu Polen, und das Amtsgericht stellte seine Arbeit ein. Der Rest des Sprengels des Amtsgerichts Wollstein, der beim Deutschen Reich geblieben war, wurde dem Amtsgericht Unruhstadt zugeordnet. Diese Änderungen traten zum 1. Januar 1920 in Kraft. Im Jahre 1939 wurde Polen deutsch besetzt. Im Rahmen der Neuorganisation der Gerichte in Ostdeutschland und im ehemaligen Polen wurden das Amtsgericht Wollstein neu gebildet, nun aber dem Landgericht Posen zugeordnet.
Im Jahre 1945 wurde der Amtsgerichtsbezirk unter polnische Verwaltung gestellt, und die deutschen Einwohner wurden vertrieben. Damit endete auch die Geschichte des Amtsgerichtes Wollstein. Unter polnischer Verwaltung entstand das Sąd Rejonowy w Wolsztynie (1950–1975: Sąd Powiatowy w Wolsztynie).